# Sunne kyrka, Värmland
Sunne kyrka är en kyrkobyggnad i Sunne i Värmland. Den är församlingskyrka i Sunne församling i Karlstads stift. Kyrkan kallas ibland "Fryksdalens domkyrka".

## Kyrkobyggnaden
En kyrka har funnits på platsen sedan medeltiden. Första stenkyrkan uppfördes 1641 men eldhärjades 1699 efter ett åsknedslag. Kyrkan byggdes upp igen och på 1790-talet utökades den. 1886 brann kyrkan ned.
Nuvarande kyrka i nygotisk stil uppfördes 1887–1888 efter ritningar av arkitekt Adrian C. Peterson, och invigdes 1888.
Kyrkan är av sten och består av långhus med tresidigt kor i öster och torn i väster. Korsarmar sträcker sig ut från långhusets norra och södra sida. Mellan koret och norra korsarmen finns en vidbyggd sakristia.

## Inventarier

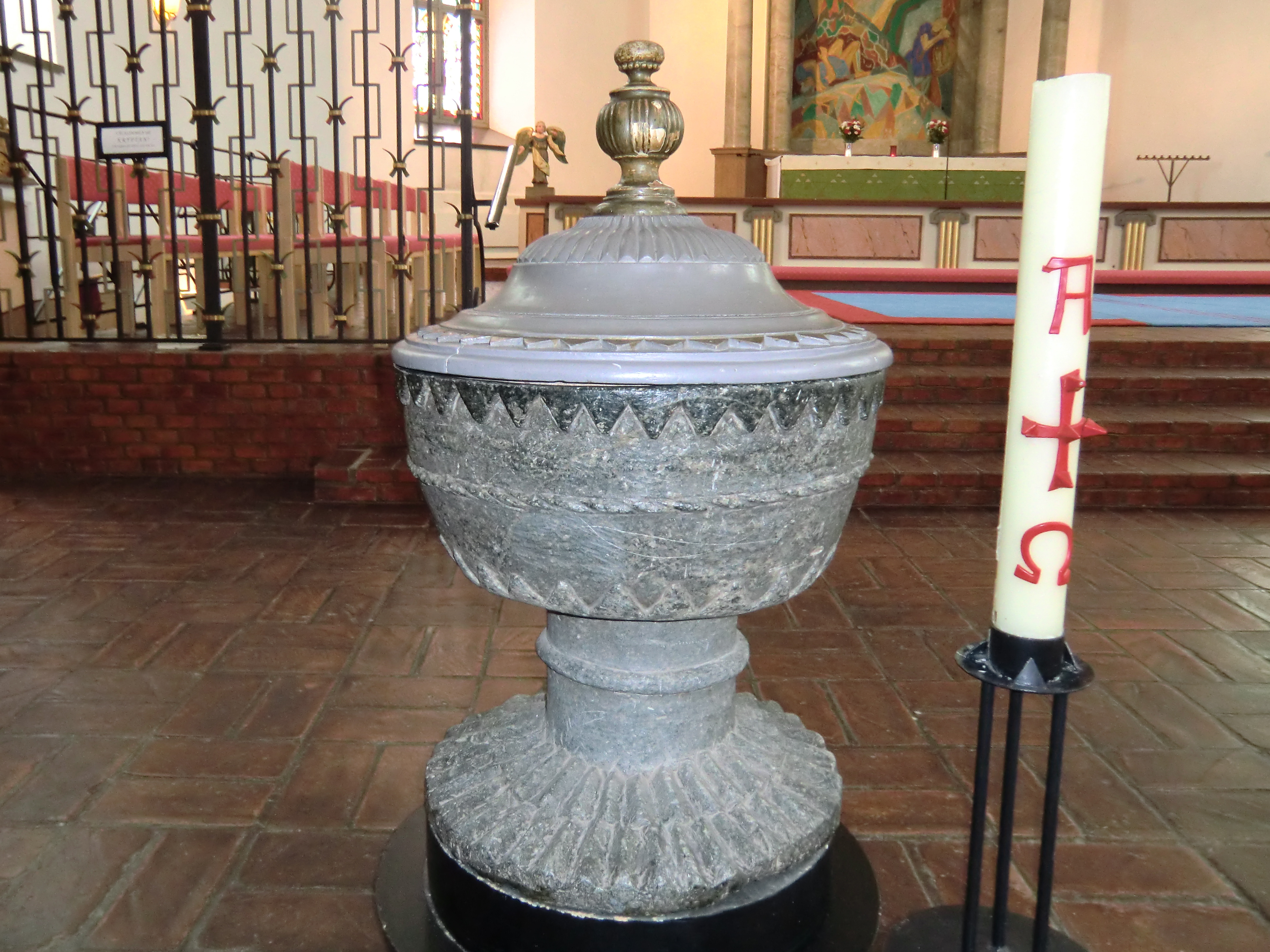
Dopfunten av norsk täljsten från 1200-talet.

- Dopfunten av täljsten är från 1200-talet. Funten består av en kittelformad cuppa och ett litet skaft.
- Altartavla är utförd av konstnären Simon Sörman och har motivet Kristi uppståndelse.
- Predikstolen från 1934 är byggd runt en ursprunglig predikstol i nygotisk stil från 1888.

### Orgel
- Kyrkans första orgel är byggd 1730 av Johan Niclas Cahman, Stockholm med 8 stämmor.

| Manual         |
| Kvintadena 8'  |
| Principal 4'   |
| Flöjt 4'       |
| Kvinta 3'      |
| Decima 4'      |
| Superoktava 2' |
| Sesquialtera 2 |
| Scharf 3       |

- 1821 byggdes en orgel av Johan Ewerhardt den yngre.
- Orgeln är byggd 1887 av A V Lundahl med 20 stämmor efter ritningar av kyrkans arkitekt Adrian C. Peterson.
- 1913-1914 byggdes orgeln om av Åkerman & Lund Orgelbyggeri. Den var pneumatisk. Orgeln omdisponerades av samma firma 1956.
- 1962 byggdes orgeln om av Lindegren Orgelbyggeri AB. Orgeln har fria och fasta kombinationer och automatisk pedalväxling. Den fick även elektrisk traktur och registratur som tidigare var pneumatisk.

| Huvudverk I       | Svällverk II  | Pedal            | Koppel |
| Principal 16’     | Rörflöjt 8’   | Subbas 16’       | I/P    |
| Principal 8’      | Principal 4’  | Borduna 8’ (tr)  | II/P   |
| Gedackt 8’        | Täckflöjt 4’  | Oktavbas 4'      | II/I   |
| Kvintadena 8’     | Kvintadena 2’ | Nachthorn 2'     | I 4'/I |
| Octava 4’         | Nazard 1 1⁄3' | Rauschkvint 2 ch |        |
| Flöjt harmonik 4’ | Scharf 4 ch   | Basun 16'        |        |
| Kvinta 2 2⁄3'     | Dulcian 8'    |                  |        |
| Octava 2'         | Tremulant     |                  |        |
| Mixtur 5-6 ch     |               |                  |        |
| Kvintcymbel 3 ch  |               |                  |        |
| Trumpet 8'        |               |                  |        |

#### Kororgel
- En kororgel med 13 stämmor är byggd av Grönlunds Orgelbyggeri i Gammelstad och tillkom vid en ombyggnad 1979–1981. Den är mekanisk och har en Cymbelstjärna. Intonation av Eppo Rynko Ottes.

| Huvudverk I   | Bröstverk II      | Pedal      | Koppel |
| Rörflöjt 8’   | Gedackt 8’        | Subbas 16’ | I/P    |
| Principal 4’  | Rörflöjt 4’       | Octava 8’  | II/P   |
| Spetsflöjt 4’ | Principal 2’      | Fagott 16' | II/I   |
| Waldflöjt 2’  | Sesquialtera 2 ch |            |        |
| Mixtur III    | Dulcian 8'        |            |        |
|               | Tremulant         |            |        |